# Hesperomorpha hirsuta
Hesperomorpha hirsuta es una especie de insecto coleóptero de la familia Chrysomelidae.
Fue descrita científicamente en 1885 por Jacoby.